# Hydroglossum heptaphyllum
Hydroglossum heptaphyllum là một loài dương xỉ trong họ Lygodiaceae. Loài này được Schrad. mô tả khoa học đầu tiên năm 1824.
Danh pháp khoa học của loài này chưa được làm sáng tỏ. 